# Koboto
Koboto är en ort i Gambia. Den ligger i regionen Upper River, i den östra delen av landet, 270 km öster om huvudstaden Banjul. Antalet invånare var 186 vid folkräkningen 2013.